# Erik van der Linden
Eric van der Linden (Schagen, 17 aprile 1974) è un triatleta olandese.

## Carriera
Ha vinto la medaglia di bronzo sia ai campionati europei di Stein del 2000 che a quelli di Karlovy Vary del 2001.

## Titoli
- Campione nazionale di triathlon (Élite) - 2000, 2001